# Microbotryum violaceoverrucosum
Microbotryum violaceoverrucosum är en svampart som först beskrevs av Brandenb. & Schwinn, och fick sitt nu gällande namn av Vánky 1988. Microbotryum violaceoverrucosum ingår i släktet Microbotryum och familjen Microbotryaceae.   Inga underarter finns listade i Catalogue of Life.